# Hyperoliidae
Famille
Synonymes
- Hyperoliinae Laurent, 1943

Les Hyperoliidae sont une famille d'amphibiens. Elle a été créée par Raymond Ferdinand Laurent (1917-2005) en 1943.

## Répartition
Les espèces de ses genres se rencontrent en Afrique subsaharienne, notamment à Madagascar et aux Seychelles.

## Liste des genres
Selon Amphibian Species of the World (10 juin 2017) :
- genre Acanthixalus Laurent, 1944
- genre Afrixalus Laurent, 1944
- genre Alexteroon Perret, 1988
- genre Arlequinus Perret, 1988
- genre Callixalus Laurent, 1950
- genre Chrysobatrachus Laurent, 1951
- genre Cryptothylax Laurent & Combaz, 1950
- genre Heterixalus Laurent, 1944
- genre Hyperolius Rapp, 1842
- genre Kassina Girard, 1853
- genre Kassinula Laurent, 1940
- genre Morerella Rödel, Kosuch, Grafe, Boistel, & Veith, 2009
- genre Opisthothylax Perret, 1966
- genre Paracassina Peracca, 1907
- genre Phlyctimantis Laurent & Combaz, 1950
- genre Semnodactylus Hoffman, 1939
- genre Tachycnemis Fitzinger, 1843

## Publication originale
- Laurent, 1943 : Contribution à l'ostéologie et à la systématique des Rhacophorides non africains. Bulletin du Musée Royal d'Histoire Naturelle de Belgique, vol. 19, no 28, p. 1–16.